# 麦迪逊·哈贝尔
麦迪逊·L·哈贝尔（英語：Madison L. Hubbell，1991年2月24日—）生于密歇根州兰辛，是一名美国女子花样滑冰运动员，主攻冰舞。2022年北京冬季奧運會铜牌得主、团体赛金牌得主。四届世锦赛奖牌得主，2018年大奖总决赛冠军，2014年四大洲锦标赛冠军，三届美国冠军（2018、2019、2021）。
她的哥哥凯费尔同样是一名花样滑冰选手，两人在2001年至2011年间搭档参赛。之后她开始和扎卡里·多诺霍搭档。2014年，她开始和西班牙冰舞选手Adrián Díaz交往，两人在2018年4月正式宣布订婚。